# Charlotte (St. Vincent und die Grenadinen)
Charlotte ist ein Parish (administrative Einheit) im Inselstaat St. Vincent und die Grenadinen in der Karibik. Es ist das größte Parish des Landes mit einer Fläche von 149 km², was ungefähr der Größe der Britischen Jungferninseln entspricht. Charlotte, das die längste Küstenlinie aller Parishes aufweist, erstreckt sich über den größten Teil der Ostküste der Insel St. Vincent. Das Parish hat eine sehr raue und zerklüftete Topographie und nur wenige kleine Ebenen an der Küste. Ein Großteil des Parish ist daher nicht über reguläre Straßen zu erreichen. Bis zum Bau einer Brücke über den Rabacca Dry River war der Zugang zu den Gebieten nördlich des Flusses bei Regen völlig unmöglich.
Hauptstadt des Parish ist Georgetown.
Zum Parish gehören auch die Felsen „The Cow and Calves“ vor der Nordküste von Saint Vincent.

## Orte
Teilorte des Parish Charlotte:
- Adelphi (⊙)
- Biabou (⊙)
- Byera Village (⊙)
- Chapmans (⊙)
- Colonarie (⊙)
- Fancy (⊙)
- Friendly (⊙)
- Georgetown (⊙)
- Greiggs (⊙)
- Mesopotamia (⊙)
- New Sandy Bay Village (⊙)
- North Union (⊙)
- Orange Hill (⊙)
- Peruvian Vale (⊙)
- Rabaka (⊙)
- Richland Park (⊙)
- Sans Souci (⊙)
- South Rivers (⊙)
- Turema (⊙)
- Waterloo (⊙)